# 染谷 (さいたま市)
染谷（そめや）は、埼玉県さいたま市見沼区の町名および大字。現行行政地名は染谷一丁目から染谷三丁目および大字染谷。住居表示未実施地区。郵便番号は337-0026。

## 地理
さいたま市見沼区の東部の大宮台地上に位置する。地区の東部に染谷一丁目 - 三丁目が、西部に大字染谷が存在する。地区の東側で加田屋に、南側で片柳に、西側で御蔵や笹丸に、北側で大谷および加田屋新田に隣接する。
至近に駅はないが、大宮駅や浦和駅までの路線バスおよびさいたま市見沼区コミュニティバスが通っている。

### 地価
国土交通省地価公示
- 所在および地番：染谷一丁目250番
- 価格：41,200円/m2
- 利用現況：住宅
  - 2021年（令和3年）1月1日時点[5]

## 歴史
もとは江戸期より存在した武蔵国足立郡南部領に属する染谷村であった。村高は正保年間の『武蔵田園簿』では41石余（田4石余、畑37石余）、『元禄郷帳』では65石余、『天保郷帳』では染谷新田分が合算され206石余であった。助郷は日光御成街道大門宿に出役していたが、寛保・宝暦年間は中山道大宮宿にも出役していた。化政期の戸数は40軒で、村の規模は東西30町、南北6町余であった。名前の由来は諸説あるが、染め物屋（紺屋）がこの地に居住していたことにちなむ。
- 初めは幕府領、1625年（寛永2年）より幕府領の一部が岩槻藩領、1633年（寛永10年）より幕府領の一部は旗本朝比奈氏の知行、1661年（寛文元年）幕府領の一部は旗本伏見氏の知行となる[6]。
- 1681年（天和元年）より幕府領および旗本2氏による相給となる[6]。
- 1828年（文政11年）より大門宿寄場34か村組合に所属[6]。
- 幕末の時点では足立郡に属し、明治初年の『旧高旧領取調帳』の記載によると、幕府領（代官・佐々井半十郎支配所）および常泉寺領、および伏見猪之助・朝比奈鐘之助の知行[8]。
- 1868年（慶応4年）6月19日 - 幕府領が武蔵知県事・山田政則（忍藩士）の管轄となる。
- 1869年（明治2年） 
  - 1月13日 - 武蔵知県事・河瀬秀治の管轄区域に小菅県を設置、旧幕府領は小菅県[8]の管轄となる。県庁は葛飾郡小菅村に置かれる。また、宮原忠英の管轄区域に大宮県を設置、同様に同県の管轄となる。県庁は東京府馬喰町に置かれる。
  - 9月29日 - 大宮県の県庁が浦和に置かれ浦和県に改称。
  - 月日不明 - 寺領（常泉寺領）が上知され、浦和県[8]の管轄となる。
  - 12月2日 - 旗本領が上知され、浦和県[8]の管轄となる（府藩県三治制も参照）。
- 1871年（明治4年）11月13日 - 第1次府県統合により埼玉県の管轄となる。
- 1874年（明治7年）12月28日 - 染谷村と明和年間（1764年 - 1772年）より存在した新染谷村（江戸期のさらに古く1615年（慶長20年/元和元年）以前は染谷新田と称されていた[6]）が合併し、新たな染谷村が成立[9][10]。
- 1879年（明治12年）3月17日 - 郡区町村編制法により成立した北足立郡に属す。郡役所は浦和宿に設置。
- 1889年（明治22年）
  - 染谷村のうち新染谷村だった区域の大半が分離し、結びつきの強い野田村大字上野田の一部（宝永地区）となる[9][6]。
  - 4月1日 - 町村制施行により、片柳村・山村・東新井村・中川村・笹丸村・御蔵村・染谷村・南中野村・南中丸村・上山口新田・西山村新田・新右エ門新田・加田屋新田が合併し、新たな片柳村が成立する[11]。片柳村の大字染谷となる[6]。
- 1923年（大正12年）9月4日 ‐ 関東大震災により逃げてきた朝鮮人を自警団が殺害する事件が発生（関東大震災朝鮮人虐殺事件、のち常泉寺に埋葬）。
- 1955年（昭和30年）1月1日 - 指扇村・馬宮村・植水村・片柳村・七里村・春岡村が大宮市へ編入合併され[12]、大宮市の大字となる。
- 1972年（昭和47年）11月21日 - 地内に染谷幼稚園が開園する[13]。
- 1983年（昭和58年） - 地内に染谷花しょうぶ園が開園する[14]。
- 1990年代 – 町名地番変更により、大字染谷および大字加田屋新田の各一部から染谷一丁目 - 三丁目が成立（大字染谷の一部から染谷一丁目が、大字染谷および大字加田屋新田の各一部から染谷二丁目・三丁目がそれぞれ成立）。
- 2001年（平成13年）5月1日 - 浦和市・大宮市・与野市が合併し、さいたま市が発足。同市の町名および大字となる。
- 2003年（平成15年）4月1日 - さいたま市が政令指定都市に移行し、同市見沼区の町名および大字となる。
- 2004年（平成16年）7月1日 - 地内に大宮聖苑が開苑する。
- 2006年（平成18年）4月1日 - 地内に片柳コミュニティセンターが開設される[15]。

## 世帯数と人口
2017年（平成29年）9月1日時点の世帯数と人口は以下の通りである。
| 大字・丁目 | 世帯数  | 人口    |
| ---------- | ------- | ------- |
| 大字染谷   | 265世帯 | 657人   |
| 染谷一丁目 | 100世帯 | 247人   |
| 染谷二丁目 | 74世帯  | 155人   |
| 染谷三丁目 | 318世帯 | 723人   |
| 計         | 757世帯 | 1,782人 |

## 小・中学校の学区
市立小・中学校に通う場合、学区（校区）は以下の通りとなる。
| 大字・丁目 | 区域 | 小学校                 | 中学校                 |
| ---------- | ---- | ---------------------- | ---------------------- |
| 大字染谷   | 全域 | さいたま市立片柳小学校 | さいたま市立片柳中学校 |
| 染谷一丁目 | 全域 | さいたま市立片柳小学校 | さいたま市立片柳中学校 |
| 染谷二丁目 | 全域 | さいたま市立片柳小学校 | さいたま市立片柳中学校 |
| 染谷三丁目 | 全域 | さいたま市立片柳小学校 | さいたま市立片柳中学校 |

## 交通

### 鉄道
地内に鉄道は敷設されていない。最寄り駅は東武野田線（東武アーバンパークライン）七里駅などがあるが、3 km以上の道程があり徒歩圏ではない。

### 道路
西部に都市計画道路大間木丸ヶ崎線と大宮中央通線が計画されているが、未整備となっている。

### バス
- 国際興業バス
  - さいたま東営業所
    - 大01：大宮駅東口 - 氷川参道 - 芝川新橋 - 日大前 - 浦和大学入口 - 浦和美園駅西口
    - 大02：大宮駅東口 - 氷川参道 - 芝川新橋 - 日大前 - 浦和学院高校
    - 大02-2：大宮駅東口 - 氷川参道 - 自治医大医療センター入口 - 片柳支所 - 浦和学院高校《新道経由》（平日および土曜の夜間のみ4本）
    - 大02-3：大宮駅東口 - 氷川参道 - 芝川新橋 - 日大前 - 浦和東高校（平日の午後のみ3本）
    - 大03：大宮駅東口 - 氷川参道 - 芝川新橋 - 日大前 - 片柳支所 - 染谷折返場（平日の朝夕のみ）
    - 大81：大宮駅東口 - 氷川参道 - 芝川新橋 - 日大前 - 片柳支所 - さいたま東営業所
（大宮駅東口→さいたま東営業所に深夜バスも運行・平日4本、土曜および日曜／祝日各1本）
    - 浦08-2：浦和駅東口 - 駒場運動公園入口 - 浦和パークハイツ - JA埼玉三室前 - 市立病院 - 南台 - 上山 - 染谷新道 - 野田宝永 - さいたま東営業所
- さいたま市コミュニティバス
  - 見沼区コミュニティバス：国際興業バスさいたま東営業所に運行を委託
    - さぎ山ルート：大谷県営住宅 - 七里学校前 - 大谷中学校 - 大和田駅 - 見沼区役所 - 七里駅西 - 大谷県営住宅 - 片柳コミュニティセンター - 染谷南 - さぎ山記念公園（構内）
    - 沖郷ルート：大谷県営住宅 - 七里学校前 - 大谷中学校 - 大和田駅 - 見沼区役所 - 七里駅西 - 大谷県営住宅 - 片柳コミュニティセンター - 染谷南 - 沖郷会館

## 施設
大字染谷
- 氷川神社
- やどかり情報館 - 就労支援施設
- 思い出の里市営霊園（一部）

染谷一丁目
- 八雲神社
- 顕徳寺

染谷二丁目
- 学校法人金子学園 染谷幼稚園
- 染谷花しょうぶ園[19]
- 大宮聖苑

染谷三丁目
- 曹洞宗常泉寺
- 片柳コミュニティセンター
  - さいたま市立片柳図書館を併設
- 染谷共栄自治会館
- 介護老人福祉施設 さいたまかがやきの里
- 見沼天然温泉 小春日和